# Catenocola bifida
Catenocola bifida är en insektsart som beskrevs av Young 1986. Catenocola bifida ingår i släktet Catenocola och familjen dvärgstritar. Inga underarter finns listade i Catalogue of Life.